# Benediktova jeskyně
Benediktova jeskyně je menší krasový útvar. Nachází se v komplexu kláštera Skalka. Je součástí prohlídkové trasy po klášteře.

## Charakteristika
Jeskyně je puklinového charakteru. Měří kolem 10 metrů. Na jejím konci se nachází socha svatého Andreje Svorada.

## Historie
Nejstarší zmínky o jeskyni jsou z let 1220 a 1224, je to tedy nejstarší písemně doložená jeskyně na Slovensku.
Odehrává se zde děj Legendy o svatém Svoradovi a svatém Benediktovi.